# Renco Posinković
Renco Posinković, född 4 januari 1964 i Split, är en före detta jugoslavisk vattenpolomålvakt. Han ingick i Jugoslaviens landslag vid olympiska sommarspelen 1988.
Posinković tog OS-guld i den olympiska vattenpoloturneringen i Seoul och VM-guld i samband med världsmästerskapen i simsport 1991 i Perth.